# Csiga (gép)

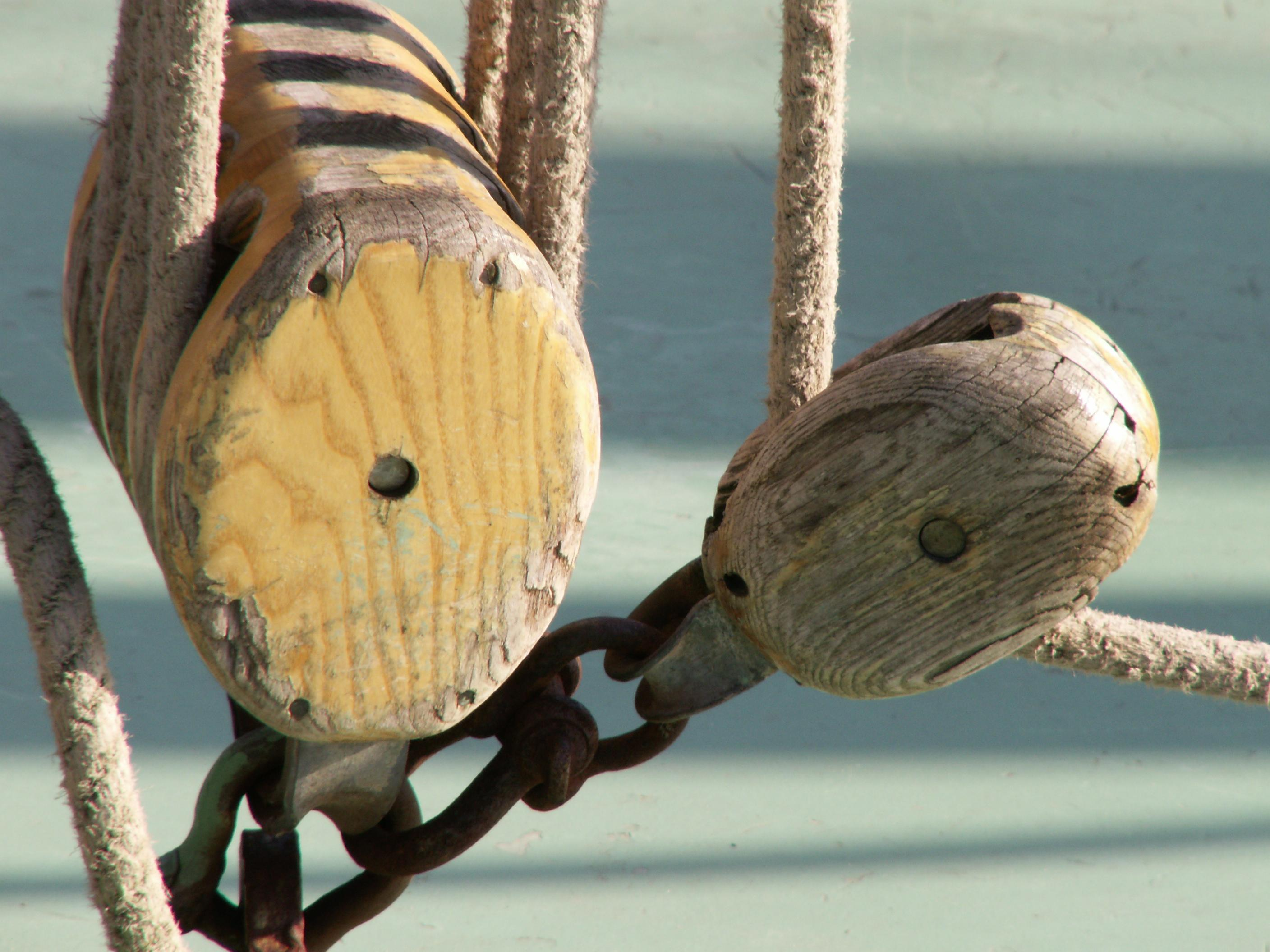
Hajócsiga

A csiga egyike az egyszerű gépeknek, melyeket az ősidőktől kezdve (de az ókortól bizonyíthatóan) használtak az emberek mindennapi életükben és összetettebb gépeikbe beépítve.
A csiga egy kerületén horonnyal ellátott tárcsa, mely a kötél vagy kábel vezetésére szolgál. A csigákat általában nem egyenként, hanem csigasorokba építve használják, abból a célból, hogy csökkentsék például egy súly felemelésére fordítandó erőt. Használatával ugyanakkor a munka nem csökken, mivel a kisebb erő ára a kötélvég ugyanannyiszor nagyobb elmozdulása. A teher felemeléséhez szükséges erő közelítően a teher súlya osztva a csigák számával. Azonban ahogy nő a csigák száma, a kötélsúrlódásból és a csapágyak súrlódásából származó veszteségek is nőnek, így a rendszer hatásfoka csökken.
Nem jegyezték fel, hogy a csigát mikor és ki alkalmazta először, de legvalószínűbb, hogy eurázsiai eredetű. A csiga fő alkatrésze, a kerék ismeretlen volt a nyugati félteke kultúráiban, a Szaharán túli Afrikában és Ausztráliában. Úgy hiszik, hogy Arkhimédész készítette el az első dokumentált csigasort, ahogy Plutarkhosz feljegyezte. Más források a csigasor feltalálását i. e. 700 körülre teszik, és ismeretlen görög mechanikusok eredményének tulajdonítják.

## A csigák fajtái

Egy-, kettő-, három- és négyáttételű csigasor

### Állócsiga
Az állócsiga tengelye rögzített. Ezt a csigát arra lehet használni, hogy a kifejtéshez szükséges erő irányát megfordítsa, erőcsökkentést nem lehet vele elérni. A csiga egyensúlyából következik, hogy a két kötélágban ébredő erőnek egyenlőnek kell lennie, a felfüggesztést terhelő erő viszont a teher kétszerese (ha a kötelet függőlegesen lefelé húzzuk).

### Mozgócsiga
A mozgócsigát az erő nagyságának csökkentésére lehet használni. Ha a kötél egyik vége rögzített, csak a mozgócsiga tengelyére erősített teher felének megfelelő erővel kell a kötél másik végét húzni. Mozgócsigát mindig csigasorba építve használnak.

### Egyszerű csigasor
A csigasor álló- és mozgócsigákból összeállított gép. Az egyes csigákat úgy építik be, hogy az egy tengelyen elhelyezkedő csigák nemcsak a tengelyhez, hanem egymáshoz képest is el tudnak fordulni. A gyakorlatban a csigasort gyakran úgy készítik el, hogy az állócsigákat és a mozgócsigákat is egy-egy közös tengelyre szerelik, a tengelyt pedig zárt keret tartja. Ennek a megoldásnak az az előnye, hogy a kötél vezetése minden irányú kiugrás ellen biztosított.
Egy mozgócsiga terhelése a két kötélág között egyenletesen oszlik meg, tehát egy kötélre a terhelés fele jut. Az {\displaystyle n} mozgócsigából álló csigasor utolsó állócsigájáról lefutó kötél meghúzásához a teher {\displaystyle n}-ed részére van szükség:
{\displaystyle F_{Z}={\frac {F_{L}}{n}}={\frac {m\cdot g}{n}}}
Itt
{\displaystyle F_{Z}{\frac {}{}}} a teher emeléséhez szükséges erő
{\displaystyle {F_{L}}{\frac {}{}}} pedig a teher

Arkhimédészi csigasor

Differenciál-csigasor

Ha a teher emelkedése h, a kezelő kötélvégét s értékkel kell meghúzni, a kettő közötti összefüggés:
{\displaystyle s=n\cdot h}
A csigasor alkalmazásával munkát nem tudunk megtakarítani, mert amennyivel kisebb erővel kell emelnünk a terhet, annál hosszabb úton kell a kötelet húznunk, így az energia állandó marad:
{\displaystyle E=F_{Z}\cdot s={\frac {F_{L}}{n}}\cdot n\cdot h=F_{L}\cdot h=m\cdot g\cdot h}.

### Arkhimédészi csigasor
Ez a csigasor egy állócsigából és több mozgócsigából áll. A mozgócsigák egyik kötélágát rögzítik, a másik kötélág az előző mozgócsiga tengelyét terheli. Az első mozgócsiga mozgó kötélága az állócsigán van átvetve. Ezzel az elrendezéssel nagyon nagy áttételt lehet megvalósítani, ennek ellenére a gyakorlatban ritkán használják. Plutarkhosz leírja, hogy ezzel a fajta csigasorral Arkhimédész egy teljes felszereléssel és katonákkal teli hadihajót egymaga elvontatott.
Az előző jelöléseket használva a teher emeléséhez szükséges erő:
{\displaystyle F_{Z}={\frac {F_{L}}{2^{n}}}}

### Differenciális csigasor
Az állócsiga két különböző átmérőjű tárcsája egymáshoz rögzített, együtt forognak a tengelyen. Itt kötél helyett általában láncot alkalmaznak, hogy a megcsúszás ellen a rendszer biztosítva legyen. A láncot végtelenítik. A kezelő személy a nagyobbik álló csigáról lecsüngő láncágat húzza, a végtelenített lánc terheletlen ága a kisebbik álló csigára (lánckerékre) csévélődik fel. Szereléseknél használt kézi emelőberendezéseknél elterjedt ennek a használata.
Az ábra jelöléseivel írható:
{\displaystyle F_{Z}={\frac {F_{L}}{2}}\cdot {\frac {R-r}{R}}}
A gyakorlatilag kivitelezett differenciál-csigasorokba féket építenek, hogy a lánc elengedésekor a teher ne szaladjon le.